# Łączecko
Łączecko (774 m n.p.m.) – przełęcz w Paśmie Stożka i Czantorii w Beskidzie Śląskim, pomiędzy szczytami Kiczory (989 m) i Beskidu (825 m).
Przełęcz przez miejscową ludność nazywana jest Ku Tabuli. Nazwa ta pochodzi od ustawionej na niej jeszcze w okresie międzywojennym, na rozdrożu szlaków turystycznych, tablicy informacyjnej. Rejon przełęczy jest bezleśny i krzyżuje się na nim kilka dróg. Z południowego stoku wypływa kilka cieków potoku Olecka, ze stoku północnego jeden z dopływów potoku Jerzy. Przez przełęcz w linii grzbietu biegnie granica między miastem Wisła i wsią Istebna w województwie śląskim, powiecie cieszyńskim.

## Szlaki turystyczne
Czantoria Wielka – Soszów Wielki – Schronisko PTTK Stożek – Kiczory – przełęcz Łączecko – przełęcz Kubalonka – Stecówka – Schronisko PTTK Przysłop pod Baranią Górą – Barania Góra (Główny Szlak Beskidzki)
 Wisła Głębce – przełęcz Łączecko – Schronisko PTTK Stożek.